# Michał Markowski (ur. 1956)
Michał Markowski (ur. 1956 r. w Grudziądzu) – polski dramaturg, prozaik, poeta.

## Życiorys
W 1975 ukończył X Liceum Ogólnokształcące im. Królowej Jadwigi w Warszawie, następnie studiował polonistykę i aktorstwo (w Szkole Artystycznej we Wrocławiu). Jego twórczość cechuje spora rozpiętość gatunkowa, od musicalu, poetyckich sztuk z piosenkami, po kryminał, powieści science fiction i literaturę faktu.
Debiutował music-hallem Ubierzcie mnie w ten właśnie strój emitowanym w Polskim Radiu w 1973. W 1974 został wyróżniony w konkursie Teatru Ateneum jako sztuki Przejście dla pieszych, a w 1975 zwyciężył w tym konkursie sztuką Prywatne życie Piotrusia Pana wystawioną w Teatrze Ateneum w 1977 roku.
Autor songów i piosenek do sztuk Korsarz, Igraszki z diabłem. Autor słuchowisk radiowych Garaż śmierci i Ubierzcie mnie w ten właśnie strój. Przeprowadza wywiady, pisze recenzje i opowiadania m.in. w tygodniku Kultura, Tele Tydzień, Życie na gorąco. Programy rozrywkowe dla TVP Podwórko, Siódmy ląd.

## Nagrody
Nagrody na konkursie debiutów dramaturgicznych w Teatrze Ateneum za sztuki Przejście dla pieszych (1974) i Prywatne życie Piotrusia Pana 1975. Nagroda za książkę Cienie (1983), za opowiadania Przy rzece na faktach (1986). Stypendysta Ministerstwa Kultury.

## Wydane powieści
Powieści sensacyjne pisze niekiedy pod pseudonimem Leo Guy.
- 1980 Ożeniłem się z brzydką dziewczyną, wyd. Krajowa Agencja Wydawnicza
- 1982 Ocean niespokojny, wyd. Krajowa Agencja Wydawnicza
- 1983 Pajęczyna, wyd. Krajowa Agencja Wydawnicza
- 1983 Po drugiej stronie księżyca, wyd. Krajowa Agencja Wydawnicza
- 1983 Krtań, wyd. Interart
- 1985 Cienie, wyd. Iskry
- 1985 Nieobecność w antologii Spotkanie w przestworzach 4, wyd. Krajowa Agencja Wydawnicza
- 1988 Pączek skamieniałej róży, wyd. Presspol
- Siedem grobów do Nowego Jorku
- Okruchy życia

## Sztuki teatralne
- luty 1977 - premiera w Teatrze Ateneum Prywatne życie Piotrusia Pana – reżyseria Joanna Sienkiewicz, scenografia – Małgorzata Walusiak, układ tańca Marta Bochenek, muzyka – Władysław Igor Kowalski
- wrzesień 1989 - premiera w Teatrze Dramatycznym w Płocku Tip Top
- Człowiek bez nazwiska sztuka wystawiana w Teatrze Na Woli
- kwiecień 1994 - premiera w Teatrze Syrena Ludożercy - reżyseria Korpolewski Zbigniew, choreografia Staniek Jarosław, scenografia Ptak Barbara, muzyka i kierownictwo muzyczne – Władysław Igor Kowalski